# Ставка на возрождение
Игра со ставкой на возрождение — это ситуация в международных отношениях, при которой политический лидер, чье влияние в своей стране ослабло, начинает или продолжает войну, чтобы сохранить свой пост.

## Теория
Политические лидеры, теряющие влияние, часто проводят рискованную политику, чтобы избежать нежелательного лично для них развития событий. Страх быть отстраненным от должности из-за отсутствия достижений может побудить лидера спровоцировать отвлекающую войну, которую он не начал бы рационально, в надежде остаться у власти или по крайней мере получить прирост личной популярности и патриотизма. Ставка на возрождение может выражаться и в том, что лидер продлевает текущую войну, которую разумно прекратить, опасаясь снятия с поста или наказания. Таким образом, лидер продолжает войну вопреки интересам страны и принимает рискованные решения, надеясь на крутой поворот судьбы по итогам войны. В этой ситуации эскалация для лидера более привлекательна, чем мир, потому что потери для него не превосходят снятия с должности. В случае дальнейшей эскалации он не рискует ничем, кроме власти (потеря которой и так ему угрожает), но может выиграть свое право остаться на посту, если ему повезет.
В русском языке выражение «маленькая победоносная война» частично описывает то же явление. Выражение приписывается министру внутренних дел Вячеславу Константиновичу Плеве.

## Примеры
Едва ли можно предоставить убедительные доказательства того, что решение лидера начать или продолжить войну мотивировано личными или внутриполитическими проблемами. Однако некоторые конфликты можно рассматривать как игры со ставкой на возрождение, в том числе:
- Вторжением на Фолклендские/Мальвинские острова президент Аргентины Леопольдо Галтьери отвлекал внимание от внутренних проблем и пытался объединить страну в ее территориальных претензиях на острова. Конфликт закончился победой Великобритании и президент Галтьери был изгнан.
- В разгар сексуального скандала с Моникой Левински в 1998 президент Билл Клинтон нанес три военных удара по Ираку, объектам в Судане, Афганистане и Сербии. Всего через три месяца после выхода фильма «Хвост виляет собакой» вымышленные события воплотились в реальность[5].
- Адольф Гитлер отказывался сдаваться в конце Второй мировой войны, когда поражение было уже неизбежно и капитуляция отвечала интересам Германии. Его самоубийство можно рассматривать как попытку сохранить свою историческую репутацию, хотя судить наверняка о его психическом состоянии в тот момент нельзя.
- Русско-японская война рассматривалась некоторыми современниками как способ власти вернуть доверие народа и предотвратить революцию[6].

## Отражение в поп-культуре
Сюжет фильма 1997 года Wag the Dog (досл. «Хвост виляет собакой», в официальном русском переводе «Плутовство»): президент Соединенных Штатов инсценирует войну, чтобы отвлечь американскую общественность от своего участия в секс-скандале. Название картины вошло в лексикон политтехнологов и означает способ замять скандал путём искусственного создания новой проблемы.